# Élection présidentielle américaine de 1868
 (mai 2020).
Si vous disposez d'ouvrages ou d'articles de référence ou si vous connaissez des sites web de qualité traitant du thème abordé ici, merci de compléter l'article en donnant les références utiles à sa vérifiabilité et en les liant à la section « Notes et références ».
L'élection présidentielle américaine de 1868 se solda par l'élection du général Ulysses S. Grant, héros de la guerre de Sécession, candidat du Parti républicain, contre le démocrate Horatio Seymour.
Elle fut la première élection présidentielle de l'après-guerre, période marquée par l'assassinat du président Lincoln le 15 avril 1865, et l'hostilité entre le Congrès à majorité républicaine, et le successeur de Lincoln, le démocrate Andrew Johnson, élu à l'époque comme candidat de l'Union à la vice-présidence. Johnson avait échappé à une voix près à la procédure d'impeachment qui l'aurait contraint à la démission en mars 1868.

## Désignation des grands électeurs
Trente-et-un États participèrent à la désignation des grands électeurs, dont un nouvel État, le Nebraska.
Seuls huit des onze États sécessionnistes avaient été réintégrés dans l'Union, et les trois anciens États confédérés qui ne l'avaient pas encore été (le Texas, le Mississippi et la Virginie) ne purent donc participer à cette élection. La Floride fut le seul État à confier la désignation de ses électeurs à sa législature. Tous les autres organisèrent un vote direct des citoyens, comme cela était désormais la règle.
294 Grands électeurs furent donc désignés.
La proclamation d'émancipation suivi du Treizième amendement de la Constitution des États-Unis du 6 décembre 1865 abolissant l'esclavage, et du Quatorzième amendement de la Constitution des États-Unis de 1868, accordant la citoyenneté à toute personne née ou naturalisée aux États-Unis et interdisant toute restriction à ce droit, a permis aux anciens esclaves afro-américains, de pouvoir voter.
Les anciens « rebelles » sudistes, furent, en revanche, privés de leurs droits civiques par ce même Quatorzième amendement, ce qui décapita le Parti démocrate dans la plupart des États du Sud.

## Investiture des candidats

### Parti républicain
Les élections de mi-mandat de 1866 avaient été marquées par une très forte poussée de l'aile radicale du Parti républicain, dont le chef de file, le président de la Cour suprême Salmon P. Chase, apparaissait comme le candidat le mieux placé pour l'investiture.
Face à cette situation, les républicains modérés n'avaient pas de candidat sérieux à présenter. Ils se tournèrent donc vers le général Ulysses S. Grant, jusque-là considéré comme un démocrate, mais dont la popularité au sein du parti avait été mesurée lors de la précédente convention, où il avait recueilli des suffrages alors même qu'il n'était pas candidat à l'investiture.
Cette candidature fut cependant vivement combattue par les radicaux, et notamment le sénateur de l'Ohio Benjamin Wade, qui envisageait de se présenter lui aussi à l'investiture. En effet, Grant était accusé de collusion avec le président Johnson, dont il avait accepté d'être le secrétaire à la Guerre de facto lorsque le président avait suspendu le titulaire du poste, suscitant l'ire des radicaux.
Mais le vent tourna en 1867. Des élections « partielles » tenues cette année-là virent remonter la cote des démocrates, vainqueurs dans l'État de New York, en Pennsylvanie et dans l'Ohio, tandis que les électeurs du Kansas et de l'Ohio rejetaient des modifications constitutionnelles visant à donner le droit de vote à tous les anciens esclaves. Beaucoup de républicains comprirent que présenter un candidat issu de la tendance radicale pourrait avoir pour effet l'élection d'un président démocrate.
La Convention nationale républicaine se réunit à Chicago les 20 et 21 mai, quelques jours après l'échec de l'impeachment au Sénat, échec qui avait ruiné, après la poussée des démocrates dans son propre État, les espoirs de Wade qui, en tant que président pro tempore du Sénat, aurait succédé à Johnson à la Maison Blanche en cas de révocation.
Dans cette situation, Grant fut le seul candidat à l'investiture, et celle-ci lui fut donnée au premier tour de scrutin.
Les espoirs des radicaux se reportèrent sur l'investiture à la vice-présidence. Mais, si Wade fut en tête lors des quatre premiers tours de scrutin, il était loin de la majorité requise et, au cinquième, il fut dépassé par le Speaker de la Chambre des représentants, Schuyler Colfax, un élu de l'Indiana, qui fut désigné au tour suivant.

### Parti démocrate
Le président sortant, Andrew Johnson, était certes démocrate, mais ne semblait pas très déterminé à solliciter le renouvellement de son mandat. Cela conduisit les démocrates à chercher un autre candidat, susceptible de faire face à ce qui apparaissait comme une domination sans partage des républicains.
Ils se tournèrent tout d'abord vers Ulysses S. Grant, qui ne donna pas suite et préféra rejoindre les républicains. Le candidat le plus probable fut alors le représentant de l'Ohio George H. Pendleton. Mais celui-ci se trouva opposé à ceux des démocrates qui défendaient l'étalon-or, alors que Pendleton était favorable au financement de la reconstruction par son abandon et une politique monétaire favorisant l'emprunt. Ses opposants choisirent comme champion le sénateur de l'Indiana Thomas Hendricks.
Le débat entre les deux tendances vira très vite à l'aigre, au point qu'il sembla disqualifier les deux tant les coups étaient bas. Le chef de file des partisans de l'étalon-or, Horatio Seymour, chercha donc un candidat plus solide qu'Hendricks. Il tenta de faire monter une candidature du président de la Cour suprême des États-Unis, Salmon P. Chase, qui était pourtant très proche des radicaux, mais qui avait abandonné l'idée de solliciter l'investiture du Parti républicain. Ce « montage » faillit marcher, mais se révéla un feu de paille.
La convention nationale démocrate s'ouvrit donc le 4 juillet à New York avec une pléthore de candidats à l'investiture : le sénateur du Wisconsin James Doolittle, le gouverneur du  New Jersey Joel Parker, le gouverneur du Connecticut James English, le général Winfield Scott Hancock, major général de l'armée, l'ancien lieutenant-gouverneur de New York Sanford Church, et l'ancien représentant de Pennsylvanie Asa Packer, un des barons du chemin de Fer, sans compter bien sûr les candidats déclarés depuis longtemps, officiellement, comme George Pendleton, ou préférant attendre et voir venir comme Thomas Hendricks. Le président Johnson, sans annoncer officiellement sa candidature, avait tenté de rallier à lui l'aile la plus conservatrice du parti, tandis que les partisans de Salmon Chase manœuvraient en sous-main pour tenter de faire accepter leur champion comme candidat « sorti du chapeau » en cas d'absence de majorité nette en faveur d'un des compétiteurs.
Le premier tour de scrutin plaça Pendleton en tête, avec 105 mandats. Derrière, le président Johnson bénéficiait d'un certain soutien, avec 65 mandats, alors qu'il n'était pas officiellement candidat. Sanford Church obtenait 34 mandats, le général Hancock 33,5 mandats. Tous les autres (sauf Hendricks et Chase, qui avaient retenu leur candidature pour ne pas ruiner leurs chances) n'obtenaient qu'un demi-mandat chacun.
Dans les 13 tours qui suivirent, Hancock devint rapidement second, tandis que la candidature d'Hendricks fit surface, et que celle du président Johnson perdait progressivement des voix, jusqu'à n'en avoir plus aucune au 14e tour, alors que Pendleton obtenait son meilleur résultat, avec 156,5 mandats.
Au 15e tour de scrutin, Hancock obtint des soutiens nouveaux. Il apparut un moment comme le candidat de compromis, n'ayant aucun ennemi au sein du Parti démocrate, et pouvant user de son passé de général de l'armée de l'Union comme preuve irréfutable de l'inanité des accusations de trahison portées par les républicains contre les démocrates. Mais beaucoup de ces derniers comptaient faire campagne contre le militarisme, voire le césarisme, de Grant, et il ne leur parut pas très fin de présenter dans ce cas un général comme candidat. Parallèlement, la délégation de New York abandonnait la candidature de Church pour soutenir celle d'Hendricks, au nom de la défense de l'étalon-or.
Hancock fut en tête jusqu'au 21e tour de scrutin. La candidature Chase fut sortie du chapeau au 17e tour de scrutin, tandis que Pendleton abandonnait au tour suivant, sans que cela provoque un basculement pour Hancock, car la délégation de l'Ohio se réfugia dans un vote stratégique d'attente pour Asa Parker.
Au 22e tour de scrutin, la candidature d'Horatio Seymour fut mise en avant par un délégué de l'Ohio. Il prit la parole pour annoncer qu'il n'était pas candidat, mais son investiture fut néanmoins mise aux voix, et adoptée à l'unanimité.
Dans la foulée, Francis Preston Blair, Jr., un ancien représentant républicain du Missouri et général de l'armée nordiste, qui avait rejoint les démocrates par désaccord avec la politique de reconstruction, fut désigné unanimement comme candidat à la vice-présidence.

## Campagne électorale
Comme il était d'usage, la campagne fut plus menée par les partisans de chacun des deux candidats que par les candidats eux-mêmes.
Du côté républicain, on mettait en avant le fait que c'était leur parti qui avait sauvé l'unité de l'Union, qui avait mené le Nord à la victoire, affranchi les esclaves, et qui était en train de profondément réformer les États du Sud.
D'autres arguments, nettement moins « positifs » furent utilisés : les républicains mirent en garde les électeurs contre les risques d'impuissance gouvernementale en cas d'élection d'un président démocrate face à un Sénat qui avait toutes les chances de rester à majorité républicaine.
Ils attaquèrent aussi les candidats démocrates, mettant en avant l'âge avancé de Seymour (pourtant âgé d'à peine 58 ans) et faisant courir le bruit que sa santé était fragile. Le but était de mettre en avant la personnalité de Francis Blair, son colistier, qui s'illustra par des attaques tout à fait disproportionnées contre Grant, qu'il accusa de vouloir instaurer une dictature militaire, ce qui le discrédita assez largement auprès des électeurs modérés.
Les démocrates, de leur côté, mirent en avant le fait qu'ils formaient le seul parti réellement national, présentant la politique de reconstruction des républicains comme une forme de revanche imposée au sud, aggravant les effets destructeurs de la guerre. Ils firent aussi une campagne ouvertement raciste, accusant les républicains non seulement de remettre en cause la suprématie de la race blanche (idée alors largement répandue, même chez les libéraux) mais même de penser que les noirs étaient supérieurs aux blancs.
Ils n'épargnèrent pas non plus Grant, profitant de son inexpérience politique pour le présenter comme un demeuré incapable de diriger le pays.
Courant septembre, des élections locales montrèrent une forte poussée républicaine là où les démocrates avaient engrangé des bons résultats l'année précédente. Un vent de panique souffla au sein du Parti démocrate, et certains voulurent changer le « ticket » en cours de route. Seymour, qui n'était déjà pas très enthousiaste, fut prêt à céder la place à Chase ou Hendricks, mais la direction du parti refusa une telle démarche. Il était désormais clair, cependant, que l'élection était perdue.

## Résultats
Les élections eurent lieu le 3 novembre 1868. La victoire d'Ulysses S. Grant fut nette, mais pas écrasante en voix. Seymour, cependant, n'emporta que sept États, représentant 80 mandats, ce qui amplifia la victoire républicaine.
Les effets du XIIIe amendement se firent nettement sentir dans le sud, qui vota majoritairement pour Grant.
| Candidats        | Candidats                  | Candidats         | Grands électeurs | Vote populaire | Vote populaire |
| À la présidence  | À la vice-présidence       | Parti             | Grands électeurs | Voix           | %              |
| ---------------- | -------------------------- | ----------------- | ---------------- | -------------- | -------------- |
| Ulysses S. Grant | Schuyler Colfax            | Parti républicain | 214              | 3 013 650      | 52,7           |
| Horatio Seymour  | Francis Preston Blair, Jr. | Parti démocrate   | 80               | 2 708 744      | 47,3           |
| Autres candidats |                            |                   |                  | 46             | 0,0            |
| Total            | Total                      | Total             | 294              | 5 722 440      | 100,00         |